# Lilla Vänsjön
Lilla Vänsjön är en sjö i Härjedalens kommun i Hälsingland och ingår i Ljusnans huvudavrinningsområde. Sjön har en area på 0,56 kvadratkilometer och ligger 363,8 meter över havet. Sjön avvattnas av vattendraget Vällån.

## Delavrinningsområde
Lilla Vänsjön ingår i det delavrinningsområde (687587-145794) som SMHI kallar för Utloppet av Lilla Vänsjön. Medelhöjden är 383 meter över havet och ytan är 6,77 kvadratkilometer. Räknas de 4 avrinningsområdena uppströms in blir den ackumulerade arean 29,98 kvadratkilometer. Vällån som avvattnar avrinningsområdet har biflödesordning 3, vilket innebär att vattnet flödar genom totalt 3 vattendrag innan det når havet efter 190 kilometer. Avrinningsområdet består mestadels av skog (70 procent) och sankmarker (11 procent). Avrinningsområdet har 0,66 kvadratkilometer vattenytor vilket ger det en sjöprocent på 9,7 procent.